# Куп Србије и Црне Горе у одбојци
Куп Србије и Црне Горе је био национални одбојкашки куп Србије и Црне Горе који се одржавао у организацији Одбојкашког савеза Србије и Црне Горе.

## Историја
Куп Србије и Црне Горе у одбојци је одбојкашко такмичење које је настало променом имена Купа СР Југославије због промене имена државе СР Југославије у Државна заједница Србија и Црна Гора 4. фебруара 2003.
Такмичење је одржано само три пута јер се 2006. Државна заједница Србија и Црна Гора раздвојила на Србију и Црну Гору, па је и овај куп за такмичење у сезони 2006/07. раздвојен на два дела Куп Црне Горе и Куп Србије.
Куп Србије и Црне Горе се играо годишње (такмичење одиграно исте године), прво издање Купа СЦГ је било 2003, а последње 2005. године.

## Финала
| Сезона        | Финале    | Финале                                    | Финале              |
| ------------- | --------- | ----------------------------------------- | ------------------- |
| Сезона        | Победник  | Резултат                                  | Поражени            |
| 2003. (Будва) | Војводина | 3 : 1 (23:25, 25:23, 25:19, 25:20)        | Црвена звезда       |
| 2004. (Будва) | Војводина | 3 : 2 (25:18, 24:26, 25:19, 20:25, 15:10) | Будванска ривијера  |
| 2005. (Будва) | Војводина | 3 : 0 (25:21, 25:16, 25:23)               | Будућност Подгорица |

- У загради поред године се налази град у коме је одржан финални турнир.

### Успешност клубова
| Пласман | Екипа               | Победник           | Финалиста |
| ------- | ------------------- | ------------------ | --------- |
| 1       | Војводина           | 3 2003, 2004, 2005 | –         |
| 2       | Црвена звезда       | –                  | 1 2003    |
| 3       | Будванска ривијера  | –                  | 1 2004    |
| 4       | Будућност Подгорица | –                  | 1 2005    |